# 播磨浩謙
播磨浩謙（1998年1月31日—），生於香港，港日混血兒，香港足球運動員，司職左中場，其父親為日本人，母親是香港人，現時效力香港超級聯賽球會晉峰。

## 球員生涯
播磨浩謙生於香港，其父親為日本人、母親是香港人，而他在香港出生及成長，曾就讀浸信會呂明才小學。於12歲時加入東方青年軍，隨後轉會流浪青年軍，而他在2013年轉會到傑志U15青年軍，同時由英華書院轉讀體育名校仁濟醫院董之英紀念中學。
直到2015年7月，17歲的他與3名傑志青年軍的年輕球員獲球會提升上一隊，並與球會簽署首份職業球員合約，於10月21日以1–1賽和前青年軍球會東方的菁英盃分組賽後備入替隊友沈國強，職業生涯首度登場，並於賽後獲當時香港代表隊教練金判坤稱播磨浩謙的表現給他驚喜和印象深刻，到2016年4月26日，播磨浩謙於作客菲律賓球會卡雅的亞協盃分組賽，在86分鐘門前補射破網，錄得職業生涯首個入球外，更射入全場唯一入球，協助傑志最終以1–0勝出。
到2017年7月，播磨浩謙為獲得穩定上陣機會，故選擇外借到夢想FC，可是他外借後因球隊打三後衛陣式的關係，都是後備上陣居多，直到在12月17日對陽光元朗的聯賽盃分組賽，取得加盟後首個入球，最終夢想以1–1賽和對手。
2018–19球季，傑志將播磨浩謙外借至凱景半季後，再次回歸傑志。雖然本地賽事上陣不多，他仍獲機會於亞協盃分組賽正選上場。
2019–20球季，播磨浩謙改投香港超級聯賽球會東方龍獅。2019年10月27日，東方龍獅對傑志的菁英盃賽事，他取得加盟後首個入球。
2020–21球季，播磨浩謙加盟香港超級聯賽球會標準流浪。
2021–22球季，播磨浩謙改投香港超級聯賽球會晉峰。

## 國際賽生涯
於2014年9月，播磨浩謙代表香港U16代表隊首度勇闖亞少盃決賽周，但在決賽週分組賽事中抽下籤，與日本和澳洲和中國同處死亡B組，最終三戰皆以0–2落敗宣告無緣晉級，而有份出戰賽事的成員獲外界視為「黃金一代」，到2016年7月15日，年僅18歲的播磨浩謙入選香港U21的決選名單，岀戰在新加坡舉行的新加坡四國賽，最終大敗而回，而他於2017年7月獲補選代替余沛康隨香港U22代表隊，到朝鮮出戰的亞洲23歲以下錦標賽外圍賽，但最後香港以1勝2和不敗的成績，未能成為五隊最佳次名之一，無緣晉身決賽周。

## 榮譽
傑志
- 香港聯賽盃冠軍（2015–16季度）
- 香港高級組銀牌冠軍（2016–17季度）
- 香港超級聯賽冠軍（2016–17季度）
- 香港足總盃冠軍（2016–17季度）

香港代表隊
- 省港盃冠軍（2019年）

## 外部連結
- 香港足球總會球員註冊資料 （页面存档备份，存于）
- Transfermarkt （页面存档备份，存于） - Hirokane Harima （页面存档备份，存于）